# Samantha Barning
Samantha Barning (Amstelveen, 28 de junio de 1989) es una deportista neerlandesa que compitió en bádminton, en las modalidades de dobles y dobles mixto.
Ganó dos medallas de bronce en el Campeonato Europeo de Bádminton, en los años 2014 y 2016.

## Palmarés internacional
| Campeonato Europeo | Campeonato Europeo         | Campeonato Europeo | Campeonato Europeo |
| Año                | Lugar                      | Medalla            | Prueba             |
| ------------------ | -------------------------- | ------------------ | ------------------ |
| 2014               | Kazán (Rusia)              | Medalla de bronce  | Dobles mixto       |
| 2016               | La Roche-sur-Yon (Francia) | Medalla de bronce  | Dobles             |